# Isola di Berghaus
L'isola di Berghaus (in russo Остров Бергхауз, ostrov Berghauz) è una piccola isola russa che fa parte dell'arcipelago della Terra di Francesco Giuseppe, nell'Oceano Artico.
L'isola si trova 1,5 km a est dell'isola di Hall, nella grande baia Gidrografov, nella parte sud-orientale dell'arcipelago; ha una forma arrotondata con un diametro di circa 2,3 km, il punto più alto raggiunge i 372 m ed è quasi completamente priva di ghiaccio.
L'isola ha preso il nome del cartografo tedesco Heinrich Berghaus (1797-1884).